# Dolmen du Griffier
Le dolmen du Griffier, appelé aussi dolmen de Coulon ou Pierre-Forte des Giraudières est un dolmen situé à Antoigné, dans le département français de Maine-et-Loire. 

## Protection
L'édifice est inscrit au titre des monuments historiques en 1984.

## Description
Bien que le dolmen soit effondré, son architecture initiale est reconnaissable. Il s'agit d'un dolmen carré à portique. Toutes les dalles sont en grès éocène, de couleur blanche ou rose. L'orthostate droit de la chambre et le pilier gauche du portique sont encore debout. L'orthostate gauche de la chambre est probablement masqué par la table désormais effondrée. Le tumulus a disparu.
Selon Millet, l'édifice était déjà ruiné en 1865, ce que confirme Raimbault en 1876, pour qui le dolmen est dans cet état depuis plus de cinquante ans tandis que selon Bousrez et Charrier, l'effondrement de l'édifice résulterait de fouilles effectuées en 1893 demeurées sans résultat. Une nouvelle fouille aurait eu lieu en 1913.

## Annexes

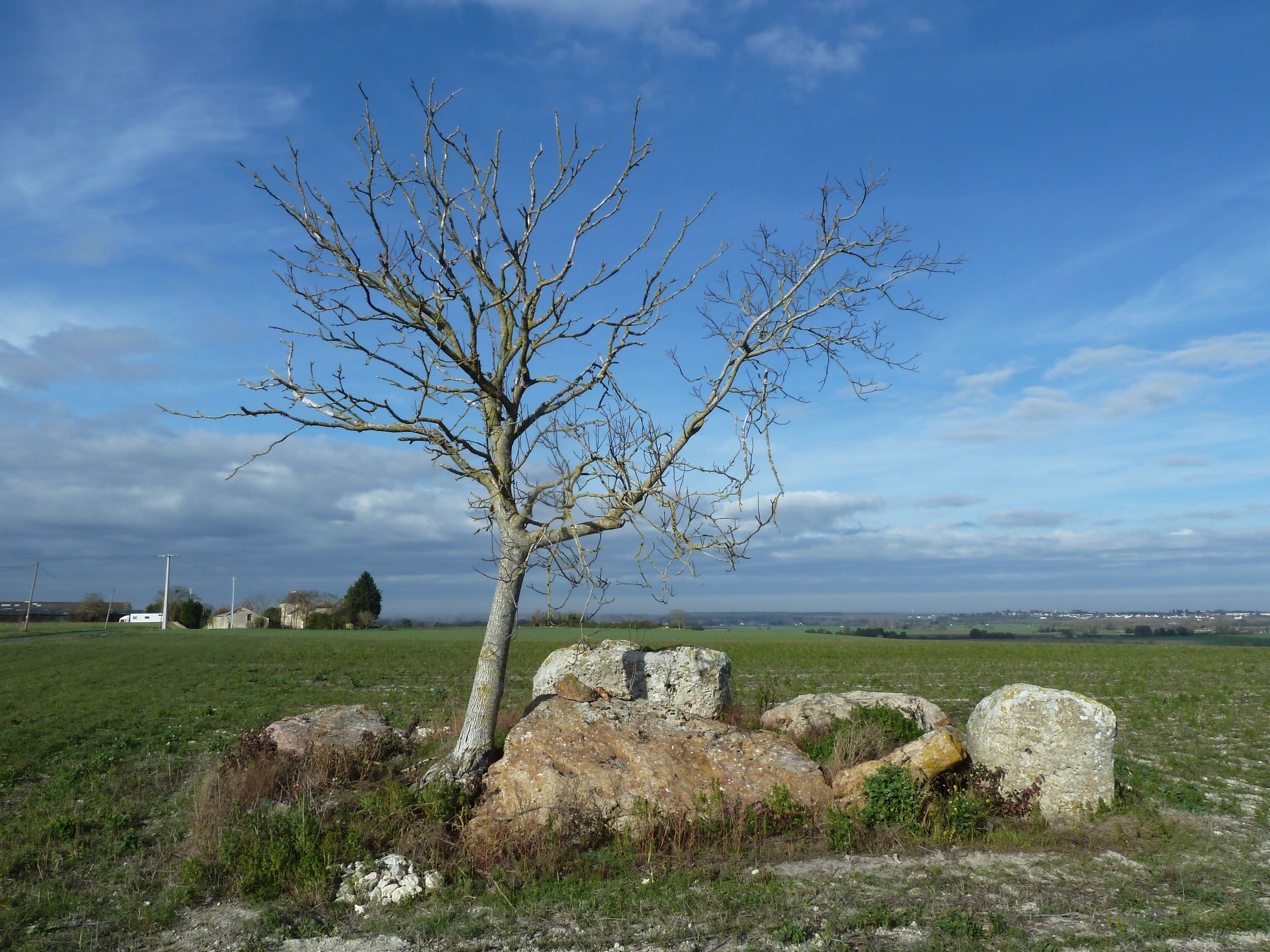
Vue vers le nord-ouest
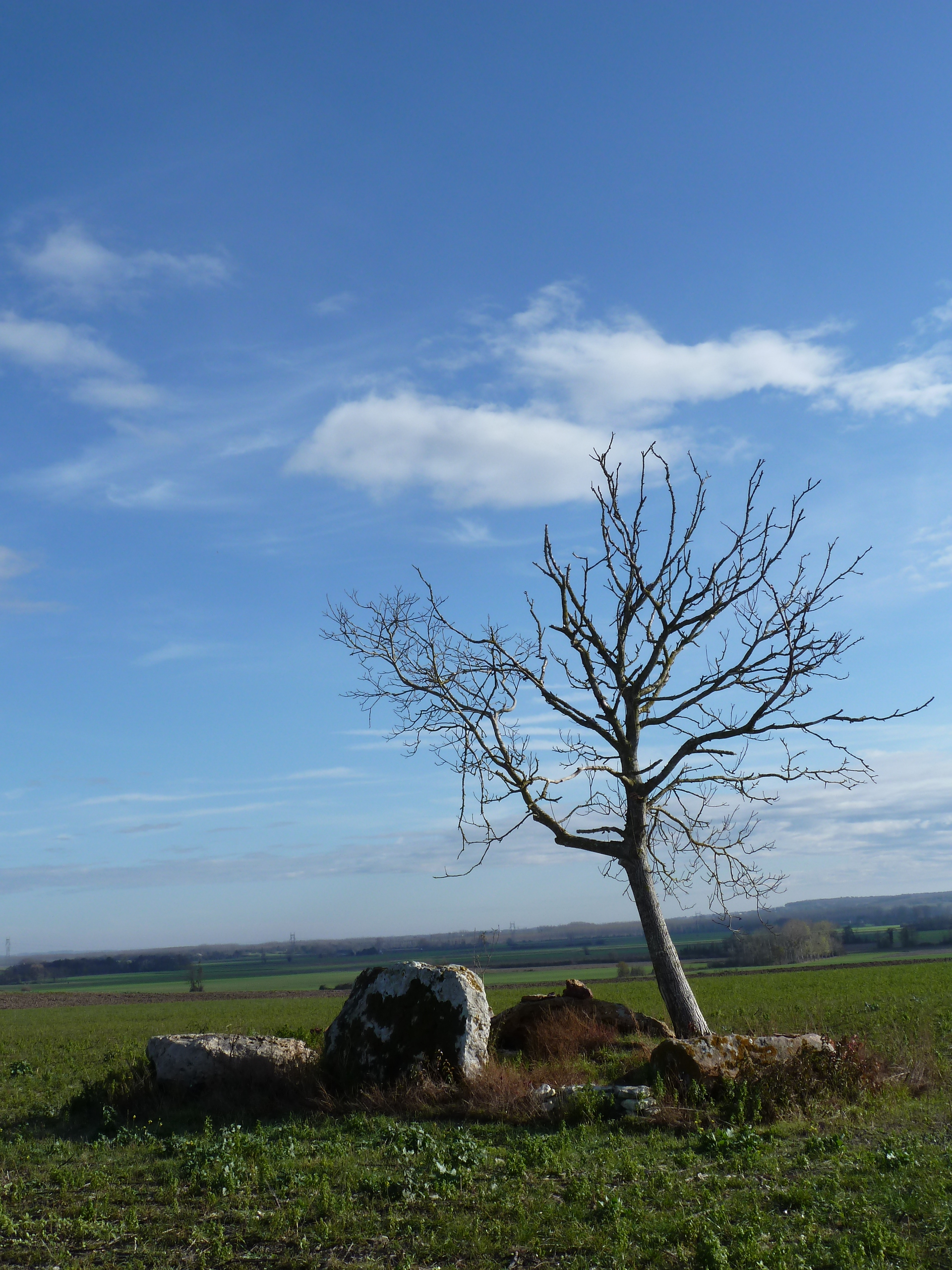
Vue vers le sud-est
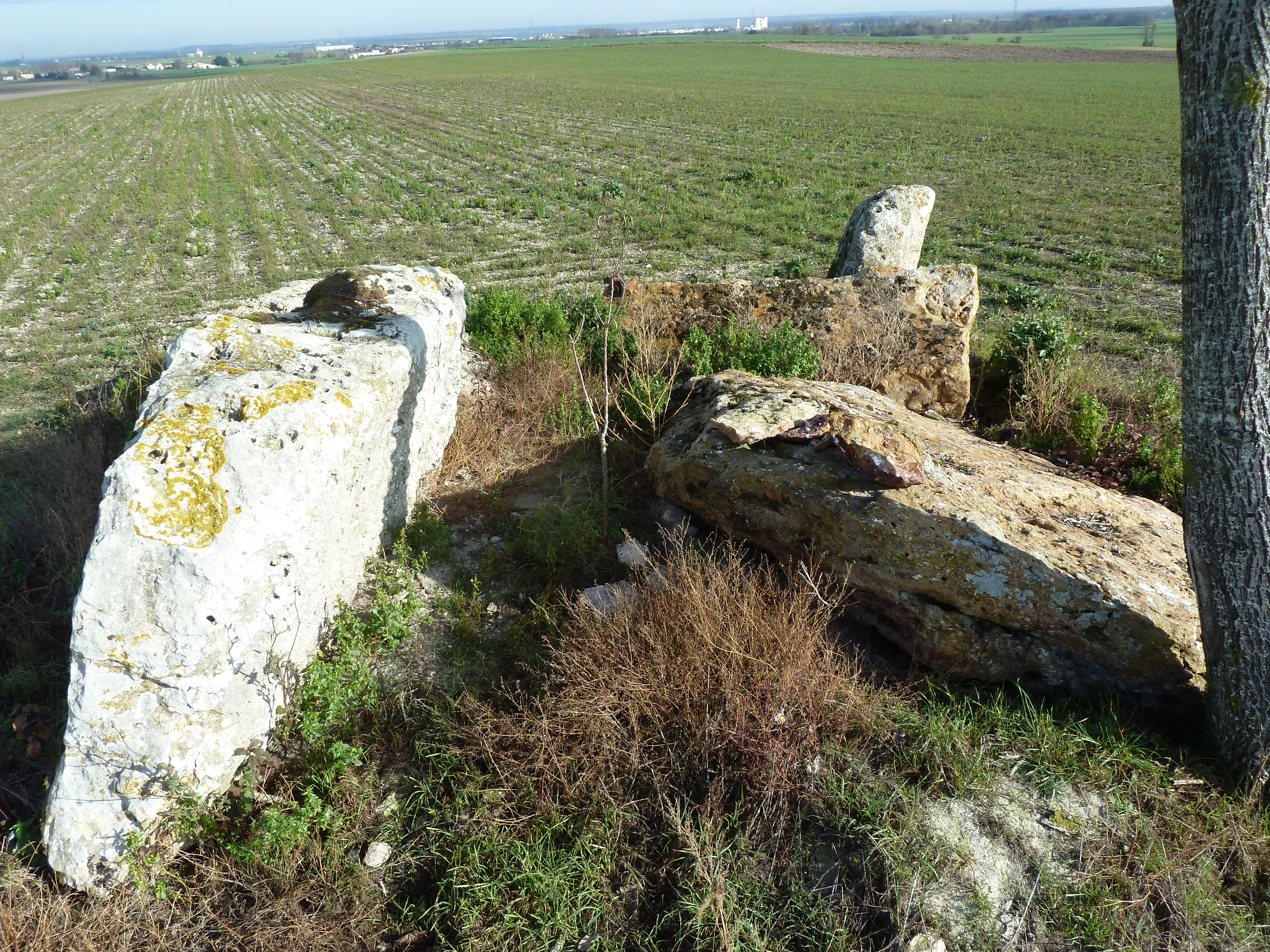
Vue rapprochée